# Мо (тауншип, Миннесота)
Мо (англ. Moe) — тауншип в округе Дуглас, Миннесота, США. На 2000 год его население составило 683 человека.

## География
По данным Бюро переписи населения США площадь тауншипа составляет 93,0 км², из которых 78,6 км² занимает суша, а 14,5 км² — вода (15,54 %).

## Демография
По данным переписи населения 2000 года здесь находились 683 человека, 269 домохозяйств и 229 семей.  Плотность населения —  8,7 чел./км².  На территории тауншипа расположено 434 постройки со средней плотностью 5,5 построек на один квадратный километр. Расовый состав населения: 99,85 % белых и 0,15 % приходится на две или более других рас. Испанцы или латиноамериканцы любой расы составляли 0,29 % от популяции тауншипа.
Из 269 домохозяйств в 26,4 % воспитывались дети до 18 лет, в 79,9 % проживали супружеские пары, в 3,7 % проживали незамужние женщины и в 14,5 % домохозяйств проживали несемейные люди. 13,0 % домохозяйств состояли из одного человека, при том 4,8 % из — одиноких пожилых людей старше 65 лет. Средний размер домохозяйства — 2,54, а семьи — 2,77 человека.
22,3 % населения младше 18 лет, 5,3 % в возрасте от 18 до 24 лет, 22,8 % от 25 до 44, 35,3 % от 45 до 64 и 14,3 % старше 65 лет. Средний возраст — 45 лет. На каждые 100 женщин приходилось 101,5 мужчин.  На каждые 100 женщин старше 18 приходилось 97,4 мужчин.
Средний годовой доход домохозяйства составлял 43 828 долларов, а средний годовой доход семьи —  45 125 долларов. Средний доход мужчин —  35 441  доллар, в то время как у женщин — 20 625. Доход на душу населения составил 19 917 долларов. За чертой бедности находились 2,7 % семей и 4,9 % всего населения тауншипа, из которых 7,0 % младше 18 и 4,1 % старше 65 лет.